# Brat Pack
Il brat pack (letteralmente la "banda di monelli") è stato un gruppo di attori e attrici statunitensi attivi durante gli anni ottanta che divennero molto popolari interpretando film con tematiche adolescenziali dell'epoca. Per estensione indica anche il particolare genere cinematografico, o persino allo stile di vita che vi veniva rappresentato. I registi rappresentativi del genere furono John Hughes e Joel Schumacher (in particolare, lo "stile John Hughes" è un'espressione con cui talvolta ci si riferisce ai film del brat pack).

## Storia
L'espressione brat pack fu introdotta da David Blum in un celebre articolo sulla rivista New York del 10 giugno 1985 (pp. 40–47), ed era un gioco di parole su Rat Pack, espressione, coniata da Lauren Bacall, che identificava gli artisti del gruppo di Frank Sinatra e Dean Martin.
Sulla scia del Brat Pack, verso la fine degli anni ottanta, ci si iniziò a riferire col nomignolo di Brit Pack a un gruppo di giovani attori britannici emergenti come Gary Oldman, Tim Roth, Colin Firth e Daniel Day-Lewis.
Sempre sull'onda del Brat Pack, a partire dagli anni novanta, si è riunito un gruppo di attori comici capeggiati dalla figura di Ben Stiller che ha assunto il nome di Frat Pack.

## Attori
Gli attori che vengono generalmente associati al brat pack sono:
- Emilio Estevez
- Anthony Michael Hall
- Rob Lowe
- Andrew McCarthy
- Demi Moore
- Judd Nelson
- Molly Ringwald
- Ally Sheedy

Altri attori che parteciparono con ruoli importanti in film di quella generazione sono:
- Corey Haim
- Corey Feldman
- River Phoenix
- Kevin Bacon
- Matthew Broderick
- Mare Winningham
- Tom Cruise
- Lili Taylor
- John Cusack
- Michael J. Fox
- Jon Cryer
- Jason Gedrick
- Matt Dillon
- Robert Downey Jr.
- Jami Gertz
- Jennifer Grey
- C. Thomas Howell
- Timothy Hutton
- Diane Lane
- Ralph Macchio
- Mary Stuart Masterson
- Sean Penn
- Charlie Sheen
- James Spader
- Kiefer Sutherland
- Patrick Swayze
- Elizabeth McGovern
- Keanu Reeves
- Maxwell Caulfield
- Jonathan Brandis
- Christian Slater

## Film
La seguente lista riporta solo alcuni dei più significativi film brat pack.
- Un ragazzo chiamato Tex (1982)
- I ragazzi della 56ª strada (1983)
- Bad Boys di Rick Rosenthal (1983)
- Class (1983)
- Wargames - Giochi di guerra (1983)
- Il ribelle (1983)
- Repo Man - Il recuperatore (1984)
- Una cotta importante (1984)
- Sixteen Candles - Un compleanno da ricordare (1984)
- Oxford University (1984)
- Catholic Boys (1985)
- St. Elmo's Fire (1985)
- La donna esplosiva (1985)
- Breakfast Club (1985)
- Una folle estate (1986)
- Spalle larghe (1986)
- Bella in rosa (1986)
- A proposito della notte scorsa... (1986)
- Blue City (1986)
- Wisdom (1986)
- Mannequin (1987)
- Al di là di tutti i limiti (1987)
- Ehi... ci stai? (1987)
- Pazzie di gioventù (1988)
- La grande promessa (1988)
- Kansas (1988)
- Per gioco e... per amore (1988)
- Young Guns - Giovani pistole (1988)
- Non siamo angeli (1989)
- Il matrimonio di Betsy (1990)
- Ghost - Fantasma (1990)
- Tutto può accadere (1991)